# Werbungtreibender
Allgemein sprachlich wird der Ausdruck Werbungtreibende (auch: Werbetreibende oder Advertiser) für Personen und Unternehmen verwendet, die im weiteren Sinne der Werbewirtschaft zuzuordnen sind. Die engere Definition der Wirtschaftswissenschaft versteht unter Werbungtreibenden jedoch allein Unternehmen, Körperschaften und Personen, die für sich, ihre Produkte oder Dienstleistungen oder die von ihnen vertriebenen Produkte oder Dienstleistungen Werbung betreiben bzw. in Auftrag geben. Hingegen sind Unternehmen wie Werbeagenturen oder Mediaagenturen, die an der Kreation, Umsetzung, Mediaplanung oder Verbreitung von Werbung beteiligt sind, von dieser Definition ausgeschlossen.
Der Werbungtreibende bezahlt für die Veröffentlichung einer oder mehrerer Werbebotschaften in einem Werbeträger zum Zwecke der Verbreitung. Werbungtreibende sind häufig Unternehmen der Konsumgüter- und Investitionsgüterindustrie sowie aus den Bereichen Dienstleistung und Handel. Daneben treten zunehmend auch öffentliche Körperschaften wie Parteien, Kirchen oder Gewerkschaften als Werbungtreibende auf. Auch die Medien selbst machen einen gewichtigen Teil der werbungtreibenden Wirtschaft aus.

## Bedeutung
Die Abgrenzung von den Werbeagenturen, den Werbungsdurchführenden und den Werbeträgern (den Massenmedien, die eine Werbebotschaft an die Zielgruppe übermitteln) ist für die Werbe- und Medienwirtschaft von großer Bedeutung. Für die Wissenschaft ist die klare begriffliche Trennung wichtig für die Berechnung von Branchenkennziffern. Die zweifelsfreie Zuordnung ist aber auch für die Medienunternehmen von großer Bedeutung. Bei der Berechnung von Werbekosten erhalten Werbeagenturen und Werbemittler in der Regel eine Agenturprovision (AE-Provision) in Höhe von 15 Prozent auf den Netto-Rechnungsbetrag.

## Ziele
Siehe Hauptartikel: Werbeziel
Die Werbetätigkeit ist auf die für sie in Frage kommenden Märkten, die Zielgruppen, gerichtet. Ihr Ziel ist es, planmäßig über die von ihnen angebotenen Waren oder Dienstleistungen zu unterrichten. In der Regel soll zugleich ein Kaufinteresse geweckt werden.

## Organisation
Je nach Größe findet man innerhalb der Werbung treibenden Unternehmen entweder ganze Organisationseinheiten oder einzelne Mitarbeiter, die für die Funktion „Werbung“ verantwortlich sind. Meistens ist eine eigene Abteilung vorgesehen, die Werbeabteilung. In den meisten Fällen ist sie dem Marketingbereich funktional untergeordnet.

### Funktionsorientierte Organisation von Werbetreibenden
Bei wenigen homogenen Produkten eines Unternehmens finden wir eine Einteilung in „Operations“ und „Services“, die der Unternehmensleitung, bzw. dem Marketing unterstellt sind:
Operations:
- Verkauf
- VK-Training
- Kundenservice

Services:
- Marktforschung
- Werbung
- PR

### Produktorientierte Organisation von Werbungtreibenden
Bei mehreren heterogenen Produkten auf mehreren Märkten, die von einem Unternehmen gleichzeitig angeboten werden, wird die Organisation anders aufgeteilt. Hier werden sogenannte „Divisions“ oder auch „Profit Center“ pro Produkt eingerichtet. Diese Divisions unterstehen der Unternehmensleitung, haben jedoch pro Division einen Produkt-Manager. Jede Division ist selbst für die Produkt-Entwicklung, und somit auch für Werbung und Verkauf, verantwortlich.
Unternehmensleitung → Marketing →
- Division A
- Division B
- etc...

Division A: Produkt-Manager A →
- Werbung A
- Marktforschung A
- Verkauf A

## Verbände in Deutschland
Zur Verfolgung gemeinsamer Ziele haben sich die werbungtreibenden Unternehmen in Verbänden organisiert. Neben branchenübergreifenden Spitzenverbänden wie dem Markenverband sind hier die Branchenverbände zu nennen:
- Organisation Werbungtreibende im Markenverband (OWM)
- Bundesverband der Arzneimittel-Hersteller (BAH)
- Bundesverband der Deutschen Industrie (BDI)
- Bundesverband der Deutschen Spirituosen-Industrie und -Importeure (BSI)
- Bundesverband der Deutschen Süßwarenindustrie (BDSI)
- Bundesverband deutscher Banken (BdB)
- Deutscher Brauer-Bund (DBB)
- Deutscher Sparkassen- und Giroverband (DSGV)
- Deutscher Verband der Spielwarenindustrie (DVSI)
- Handelsverband Deutschland (HDE)
- Lebensmittelverband Deutschland
- Deutscher Zigarettenverband (DZV) und Bundesverband der Tabakwirtschaft und neuartiger Erzeugnisse (BVTE)
- Wirtschaftsvereinigung Alkoholfreie Getränke (wafg)
- Zentralausschuss der deutschen Landwirtschaft (ZDL)